# Werder (Gudelacksee)
Werder ist der Name der einzigen Insel im Gudelacksee bei Lindow (Mark) (Brandenburg). Sie gehört zum Naturpark Stechlin-Ruppiner Land. Mit einer Größe von rund 45 Hektar gehört sie zu den größten Binneninseln von Brandenburg.
Der Name der Insel kommt von dem generischen Begriff Werder, der unter anderem Fluss- oder Seeinseln bezeichnet.

## Geschichte
Die Insel Werder wurde nachgewiesenermaßen bereits in slawischer Zeit besiedelt.
Im Dreißigjährigen Krieg diente sie der Lindower Bevölkerung als Fluchtort vor durchziehenden Truppen.
Seit dem 18. Jahrhundert wurde auf der Insel Ton abgebaut. Im späten 19. Jahrhundert begann eine Nutzung der Tonvorräte in industriellem Ausmaß, die bis zum Zweiten Weltkrieg andauerte. Das Rohmaterial wurde in einer großen Ziegelei auf der Insel verarbeitet. Die landwirtschaftlich zu nutzenden Flächen wurden durch einen ansässigen Landwirt und seine Familie bewirtschaftet, noch lange nach der Erschöpfung der Tonvorräte. Die letzten Bewohner verließen den Werder in den 1970er Jahren.
Nachdem sich Pläne zur Errichtung eines Ferienheims wegen der komplizierten Logistik zerschlagen hatten, wurden sämtliche Gebäude noch vor der deutschen Wiedervereinigung abgerissen. Von der ehemals umfangreichen Bebauung sind heute nur noch Fundamentreste und Abbruchtrümmer auffindbar. Bis 1999 wurde eine regelmäßige Beweidung durch die örtliche LPG bzw. deren Nachfolgegesellschaft sichergestellt. Anschließend blieb die Insel sich selbst überlassen und diente Bootstouristen auf dem Gudelacksee als Ausflugsziel.
Im Jahr 2007 wurde der größte Teil des Werder, rund 42 Hektar, im Rahmen einer von der BVVG Bodenverwertungs- und -verwaltungs GmbH beauftragten Versteigerung einem privaten Erwerber zugeschlagen. Seit 2008 erfolgt eine Nutzung für ökologische Landwirtschaft und für Projekte im Bereich der Umweltbildung. Die restliche Fläche von rund drei Hektar ist Eigentum der Stadt Lindow und als Rastplatz für Wasserwanderer ausgewiesen.